# James H. Slater
James Harvey Slater, född 28 december 1826 i Sangamon County i Illinois, död 28 januari 1899 i La Grande i Oregon, var en amerikansk demokratisk politiker. Han representerade delstaten Oregon i båda kamrarna av USA:s kongress, först i representanthuset 1871–1873 och sedan i senaten 1879–1885.
Slater flyttade 1850 till Oregonterritoriet. Han studerade juridik och inledde 1854 sin karriär som advokat i Corvallis. Han var ansvarig utgivare för tidningen Oregon Weekly Union 1859–1861. Han tjänstgjorde 1868 som distriktsåklagare i La Grande och var elektor för demokraterna i presidentvalet i USA 1868.
Slater efterträdde 1871 Joseph Showalter Smith som kongressledamot. Han efterträddes 1873 av Joseph G. Wilson. Slater arbetade sedan som advokat i La Grande. Han efterträdde 1879 John H. Mitchell som senator för Oregon och efterträddes sex år senare av företrädaren Mitchell.
Slater avled 1899 och gravsattes på Masonic Cemetery i La Grande. Sonen Woodson T. Slater tjänstgjorde som domare i Oregons högsta domstol 1909–1911.